# تيري كامبل
تيري كامبل (بالألمانية: Terry Campbell)‏ هو لاعب هوكي الجليد كندي وألماني، ولد في 1 يوليو 1968 في North York ‏ في كندا.

## وصلات خارجية
- تيري كامبل على موقع EliteProspects.com (الإنجليزية)
- تيري كامبل على موقع Eurohockey.com (الإنجليزية)
- تيري كامبل على موقع HockeyDB.com (الإنجليزية)